# Salvia tingitana
Salvia tingitana es una planta herbácea de la familia de las lamiáceas.

## Descripción

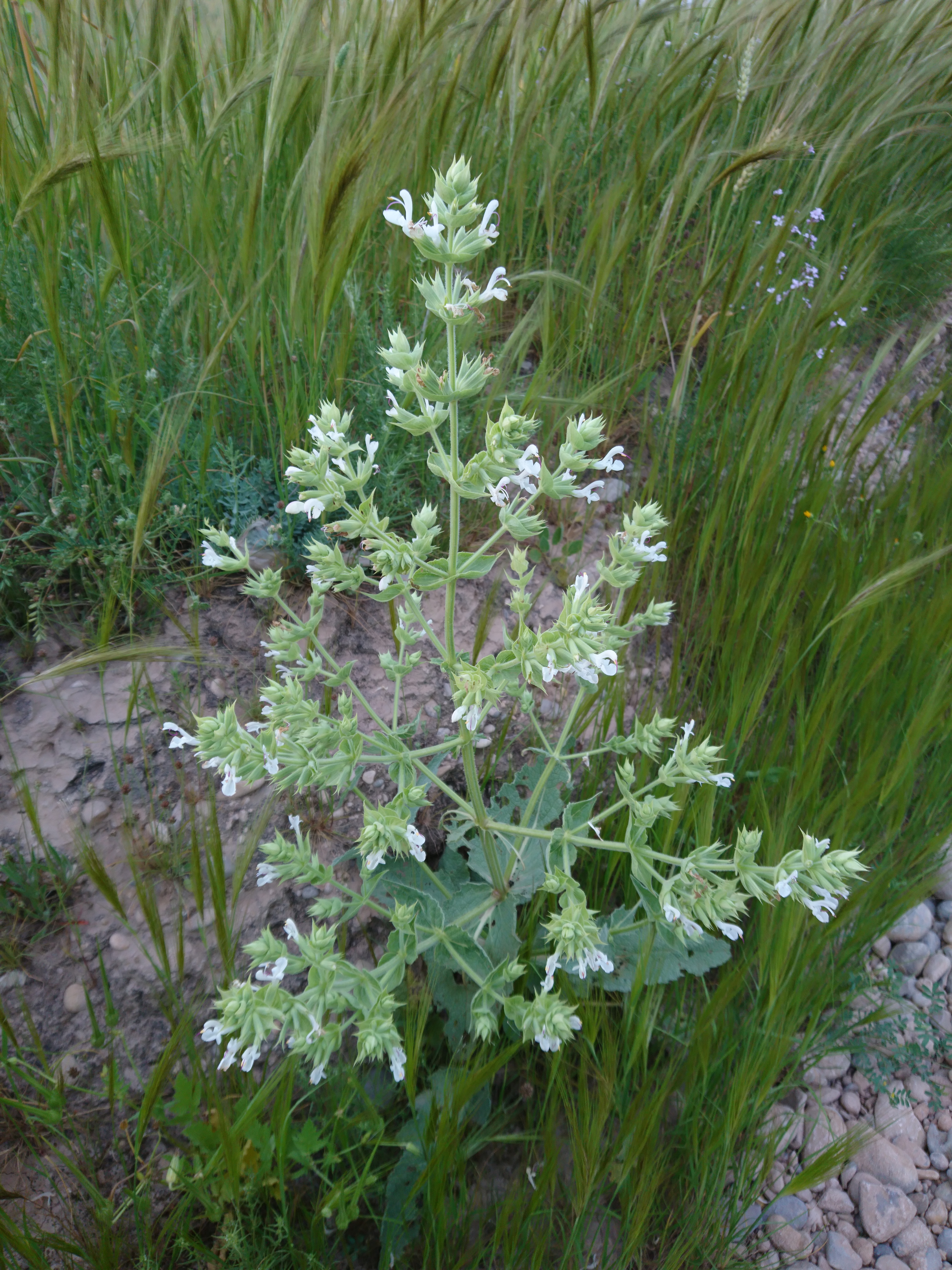
Salvia Tingitana, Behbahan, Iran

Son hierbas perennes. Tiene tallos de hasta 60 cm de altura, viloso-glandulosos. Hojas basales pecioladas, con limbo de hasta 17 x 14 cm, ovado, cordado o cuneado, lanadas, al menos por el envés. Inflorescencia ramificada.  Verticilastros distanciados, normalmente con 6 flores; los más superiores estériles. Brácteas de 6-12 mm, más cortas que los cálices, anchamente ovadas, acuminadas, espinosas, con márgenes superpuestos, acompañadas en la mayoría de los verticilastros por 4 bracteolas lineares y vilosas. Pedicelos de 1-3 mm, erectos. Cáliz de 5-7 mm, densamente viloso-glanduloso, con dientes espinosos. Corola de 12-15 mm, pubescente glandulosa, blanca; tubo con una invaginación ventral muy marcada. Labio superior marcadamente falcado. Estambres con conectivo mucho más largo que el filamento, con rama anterior fértil muy larga y rama posterior estéril aproximadamente de la longitud del filamento, aplastada y más o menos rectangular. Núcula de 2-2,5 mm, comprimida. 2n = 38. Florece en abril y mayo.

## Distribución y hábitat
Se encuentra sobre suelos básicos. Es una especie rara. Campiña Baja gaditana. No recolectada recientemente. Distribución general. Sur de España (Provincia Gaditano- Onubo- Algarviense, Sector Gaditano), Norte de África (Marruecos).

## Taxonomía
Salvia tingitana fue descrita por Andreas Ernst Etlinger y publicado en De Salvia. Dissertatio inauguralis 35. 1777.
Etimología
Ver: Salvia
tingitana: epíteto latino que significa "salvaje".

## Nombres comunes
- salvia de Tánger, maro de Sevilla.[6]